# 声帯

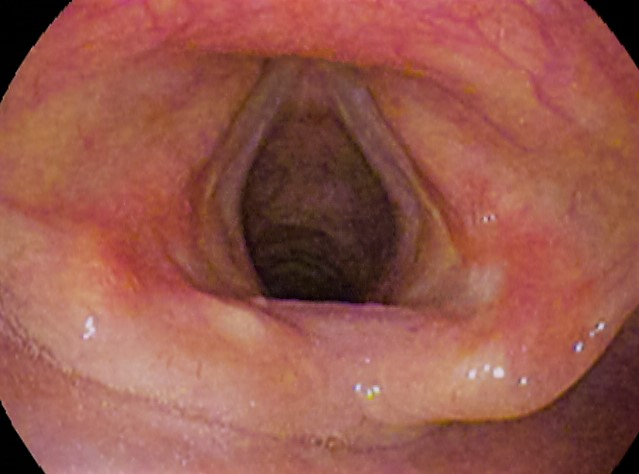
声帯/非発声時（上: 腹側）

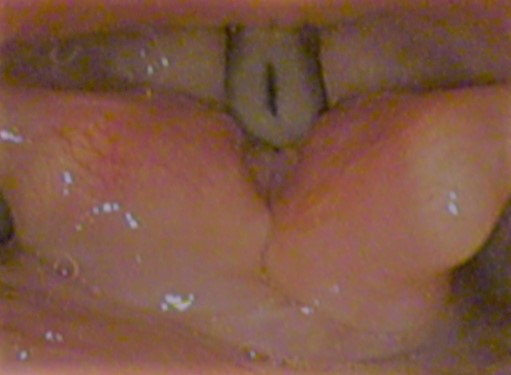
声帯/発声時（上: 腹側）

声帯（せいたい、英: Vocal cords あるいは Vocal folds）は、脊椎動物の喉頭の上部（前部）に位置する器官。発声を司る。
鳥類には声帯はなく、さらに肺に近い部位に位置する鳴管が発声器官となっている。
開閉する左右1対の襞（ひだ、英: folds）の間の隙間（声門裂）に、肺から排出される空気（気流）を通過させ、振動を引き起こすことで音（声）を発する。
ヒトの場合、声帯の運動を支配するのは、第X脳神経である迷走神経の分枝、反回神経である。反回神経は、右側では右鎖骨下動脈の下、左側では大動脈の下で分枝し、迷走神経本幹とは逆に上行し(このために反回神経と呼ばれる)、喉頭に入る。

## 声帯に関する疾患
声帯ポリープ
声帯への過度の物理的刺激（大声を張り上げ続ける、歌い続けるなど）により、声帯上皮が過剰に増生してポリープとなる。声帯への負荷を避けることにより自然治癒しうるが、必要により外科的切除も考慮される。
反回神経麻痺
胸部･頚部の手術（甲状腺腫瘍摘出術、食道摘出･再建術、動脈管結紮術など）により、反回神経が損傷することがある。反回神経の損傷により喉頭の運動が障害された状態を反回神経麻痺と呼ぶ。片側の損傷では声帯が完全には閉じなくなるために嗄声（声かれ、しゃがれ声）となるが、両側の損傷では声帯が中間位で固定してしまうために喉頭の気道が十分に開かず、呼吸困難となる。両側反回神経麻痺では、気管内挿管が必要となる（麻痺から回復する見通しがない場合は、気管切開が必要となる）。
喉頭癌
声帯を含む、喉頭上皮に発生する悪性腫瘍。進行癌の場合は声帯を含めて喉頭を摘出しなければならないことがある（喉頭全摘）。喉頭全摘後は気管切開を通して呼吸することとなるが、喉頭を摘出しているため発声ができない。このため、人工喉頭、食道発声、気管食道瘻発声などにより音声を代替する必要が生じる。
声帯溝症
左右の声帯に皺のような溝が出来ることで声門閉鎖不全の病態が発生し、声を出すにも息漏れの状態(声門閉鎖不全：左右の声帯に隙間が出来る) となる。正常では一息で15秒以上発声が出来るところが、数秒しか続かない。そのため嗄声・大声が出ないなどの音声言語コミュニケーション障害のみならず、「息こらえ」が出来ないため「力が入らない」、しばしば誤嚥が起こるなどQOLの低下をもたらす。若年者においては外見上問題が無く、その個人の客観的評価において甚大なる負の評価となり、社会生活上の大きな悩みとなる。

## モデル
声帯の運動は発声を始めとした様々な現象に関わる。ゆえに様々な声帯モデルが提唱されている。

### 組織モデル
声帯は様々な異方性組織（例: 粘膜・靭帯・筋）からなる複雑な器官である。声帯を物理的に理解したり医学的に介入する上で有用な組織構造のモデルが様々提唱されている。

#### Cover-Bodyモデル
Cover-Bodyモデルでは組織弾性に基づく表層・深層構造で声帯を表現する。表層は粘膜などのモデルであって柔らかく変動し、深層は筋肉などのモデルであってより堅い組織と捉えられる。

### 運動モデル
声帯運動は発声を左右する。声帯運動のモデルは声帯表面（空気との接触面）を扱うものと、内部組織を含めた声帯全体を扱うものに大別される。

#### 2質量モデル
2質量モデル（英: two-mass model）は喉側/肺側に2分割された声帯表面を「バネで結合された2つの質量-バネ-ダンパ系」で表現したモデルである。
声帯はスライドして開閉する板のようには振舞わず、むしろ喉側と肺側が異なる位相を持ちながら開閉することがよく知られている。これを取り入れて声帯表面を二分割し、それぞれを質点として繋いだものが2質量モデルである。
このモデルにおいて質量 {\displaystyle m_{i}} の質点 {\displaystyle i\in \{1,2\}} は次の力を受ける。
| 力         | 等価素子 | F [N]                                |
| ---------- | -------- | ------------------------------------ |
| 弾性力     | バネ     | {\displaystyle -s_{i}x_{i}}          |
| 抵抗力     | ダンパ   | {\displaystyle -c_{i}{\dot {x_{i}}}} |
| 側方弾性力 | バネ     | {\displaystyle -s_{3}(x_{i}-x_{j})}  |
| 音圧       | 外力     | {\displaystyle Sp(t)}                |

この声帯モデルを声門空気系のモデルと組み合わせてシミュレーションした結果、2質量モデルは声帯の自励振動を良く説明することがわかった（c.f. 1質量モデル）。
2質量モデルは石坂&松平によってその基礎が提唱され、石坂&フラナガンにより完成された。
本モデルは声帯表面を質点-バネ-ダンパ系で模して声門体積流と垂直な動きを想定しているが、Cover-Body-筋構造を考慮した3次元シミュレーションではむしろ平行方向（剪断方向）の運動が主であるとの指摘もある。